# Botswana ved sommer-OL 2020
Botswana deltog under Sommer-OL 2020 i Tokyo som bliver afviklet i perioden 23. juli til 8. august 2021.

## Medaljer
| 2020 Tokyo | Guld | Sølv | Bronze | Total |
| Botswana   | 0    | 0    | 1      | 1     |

### Medaljevinderne
| Botswana under sommer-OL 2020 i Tokyo | Botswana under sommer-OL 2020 i Tokyo                  | Botswana under sommer-OL 2020 i Tokyo | Botswana under sommer-OL 2020 i Tokyo | Botswana under sommer-OL 2020 i Tokyo |
| Medalje                               | Navn                                                   | Sport                                 | Event                                 | Dato                                  |
| ------------------------------------- | ------------------------------------------------------ | ------------------------------------- | ------------------------------------- | ------------------------------------- |
| Bronze                                | Isaac Makwala Bayapo Ndori Zibane Ngozi Baboloki Thebe | Atletik                               | 4×400 meter stafetløb                 | 7. august                             |